# SS-Standartenjunker
SS-Standartenjunker – jeden ze stopni wojskowych noszonych przez kandydatów na oficerów w wojskach Waffen-SS. Jego polskim odpowiednikiem jest stopień sierżanta podchorążego. Niższym stopniem był SS-Oberjunker (starszy plutonowy podchorąży), a wyższym SS-Standartenoberjunker (starszy sierżant podchorąży).